# Abu Muhammad Ibn al-Baitar
Abu Muhammad Ibn al-Baitar (ou Abu Muhammad Abdallah Ibn Ahmad Ibn al-Baitar Dhiya al-Din al-Malaqi, en arabe : ابن البيطار), né vers 1197 dans la province de Malaga et mort en 1248 à Damas, est un médecin arabo-andalou.

## Biographie
Ibn al-Baytar est né à la fin du XIIe siècle, entre 576 et 583 de l'Hégire (soit 1190 et 1197), dans la province de Malaga (probablement à Benalmádena). Son père, vétérinaire, lui transmet le goût des sciences naturelles.
Il étudie auprès de Abu al-Abbas al-Nabati à Séville où il commence une collection de plantes. Il émigre vers 1220 au Proche-Orient en passant par l’Afrique du Nord (Marrakech, Telemcen, Béjaïa, Constantine, Tunis, le Caire). Il séjourne en Anatolie en 1224 et en Syrie. Il s’établit ensuite au Caire où il est nommé par le sultan botaniste en chef de l’Égypte. Il étudie les propriétés médicinales des plantes et fait de nombreux voyages de recherches avec ses élèves.

## Œuvres
Ibn al-Baytar fait paraître plusieurs travaux où il rassemble les connaissances pharmaceutiques de son temps, notamment son ouvrage Kitāb al-Ǧāmiʿ li-mufradāt al-adwiya wa-l-aġḏiya ou كتاب الجامع لمفردات الأدوية والأغذية (que l'on peut traduire par Livre des médicaments et des aliments simples). Ce livre est une encyclopédie pharmaceutique inventoriant et décrivant l'usage de plus de 1400 plantes, aliments et médicaments divers.

### Kitāb al-Ǧāmiʿ li-mufradāt al-adwiya wa-l-aġḏiya
Principale œuvre d'Ibn al-Baytar, cette pharmacopée, classée par ordre alphabetique, s'appuyant notamment sur les œuvres de Dioscoride, Galien, Al-Razi et Avicenne, auxquelles il ajoute ses propres observations et corrections, répertorie et décrit l’usage d'environ 1 400 substances d'origine végétale, animale et minérale. Son œuvre sera utilisée et traduite durant tout le Moyen Âge.